# Блонвиль-сюр-Мер
Блонви́ль-сюр-Мер (фр. Blonville-sur-Mer) — коммуна во Франции, находится в регионе Нижняя Нормандия. Департамент коммуны — Кальвадос. Входит в состав кантона Трувиль-сюр-Мер. Округ коммуны — Лизьё.
Код INSEE коммуны — 14079.

## Население
Население коммуны на 2010 год составляло 1602 человека.
| 1962 | 1968 | 1975 | 1982 | 1990 | 1999 | 2010 |
| ---- | ---- | ---- | ---- | ---- | ---- | ---- |
| 729  | 727  | 758  | 889  | 1062 | 1341 | 1602 |

## Экономика
В 2010 году среди 927 человек трудоспособного возраста (15—64 лет) 652 были экономически активными, 275 — неактивными (показатель активности — 70,3 %, в 1999 году было 70,4 %). Из 652 активных жителей работали 582 человека (294 мужчины и 288 женщин), безработных было 70 (32 мужчины и 38 женщин). Среди 275 неактивных 59 человек были учениками или студентами, 123 — пенсионерами, 93 были неактивными по другим причинам.